# Ronde van Frankrijk voor vrouwen 2025
De Ronde van Frankrijk voor vrouwen 2025 (Frans: Tour de France Femmes 2025) vond plaats van 26 juli tot en met 3 augustus 2025. In deze vierde editie van de vrouwentour werden negen etappes verreden over negen dagen. Drie etappes waren langer dan 160 kilometer, en deze editie was zwaarder dan eerdere edities, aldus Marion Rousse, de tourdirecteur. Er waren in totaal 17.000 hoogtemeters in het parcours. Deze editie had geen tijdrit.

## Deelnemende ploegen
Alle vijftien World-Tourploegen namen deel, aangevuld met zeven continentale ploegen, waaronder het Nederlandse VolkerWessels.
| UCI-World Tourteams | UCI-World Tourteams                                                                                                  | UCI-continentale teams | UCI-continentale teams |
| --- | --- | --- | ---------------------- |
| AG Insurance-Soudal Canyon//SRAM zondacrypto Ceratizit Pro Cycling Team FDJ-SUEZ Fenix-Deceuninck Human Powered Health Lidl-Trek Liv AlUla Jayco | Movistar Roland Le Dévoluy Team Picnic PostNL Team SD Worx-Protime Visma \| Lease a Bike UAE Team ADQ Uno-X Mobility | Arkéa-B&B Hotels Cofidis EF Education-Oatly Laboral Kutxa-Fundación Euskadi Saint Michel-Preference Home-Auber 93 VolkerWessels Winspace Orange Seal |                        |

### Deelnemerslijst
| Legenda | Legenda                                             |
| ------- | --------------------------------------------------- |
| NP-4    | Non Partante (Frans), niet gestart in etappe 2      |
| AB-9    | Abandon (Frans), opgave in etappe 9                 |
| HD-6    | Hors Délais (Frans), buiten tijdslimiet in etappe 6 |

| Canyon//SRAM zondacrypto CSZ            | Canyon//SRAM zondacrypto CSZ     | Canyon//SRAM zondacrypto CSZ |
| --------------------------------------- | -------------------------------- | ---------------------------- |
| Nummer                                  | Wielrenner                       | Ranglijst                    |
| 1                                       | Katarzyna Niewiadoma (POL) (weg) | 3e                           |
| 2                                       | Ricarda Bauernfeind (GER)        |                              |
| 3                                       | Neve Bradbury (AUS)              |                              |
| 4                                       | Chloé Dygert (USA)               | NP-9                         |
| 5                                       | Cecilie Uttrup Ludwig (DEN)      | 21e                          |
| 6                                       | Soraya Paladin (ITA)             | AB-7                         |
| 7                                       | Agnieszka Skalniak (POL)         | NP-5                         |
| Ploegleider : Adam Szabó, Davide Arzeni |                                  |                              |

| FDJ-Suez TFS                                | FDJ-Suez TFS          | FDJ-Suez TFS |
| ------------------------------------------- | --------------------- | ------------ |
| Nummer                                      | Wielrenner            | Ranglijst    |
| 11                                          | Demi Vollering (NED)  | 2e           |
| 12                                          | Elise Chabbey (SUI)   | 28e          |
| 13                                          | Amber Kraak (NED)     |              |
| 14                                          | Juliette Labous (FRA) | 7e           |
| 15                                          | Marie Le Net (FRA)    |              |
| 16                                          | Évita Muzic (FRA)     | 10e          |
| 17                                          | Ally Wollaston (NZL)  |              |
| Ploegleider : Flavien Soenen, Nicolas Maire |                       |              |

| Fenix-Deceuninck FDC                            | Fenix-Deceuninck FDC          | Fenix-Deceuninck FDC |
| ----------------------------------------------- | ----------------------------- | -------------------- |
| Nummer                                          | Wielrenner                    | Ranglijst            |
| 21                                              | Pauliena Rooijakkers (NED)    | 9e                   |
| 22                                              | Millie Couzens (GBR)          |                      |
| 23                                              | Yara Kastelijn (NED)          | 17e                  |
| 24                                              | Flora Perkins (GBR)           |                      |
| 25                                              | Puck Pieterse (NED)           | 24e                  |
| 26                                              | Christina Schweinberger (AUT) |                      |
| 27                                              | Marthe Truyen (BEL)           |                      |
| Ploegleider : Rik Van Slycke, Michel Cornelisse |                               |                      |

| EF Education-Oatly EFC                   | EF Education-Oatly EFC     | EF Education-Oatly EFC |
| ---------------------------------------- | -------------------------- | ---------------------- |
| Nummer                                   | Wielrenner                 | Ranglijst              |
| 31                                       | Cédrine Kerbaol (FRA)      | 8e                     |
| 32                                       | Letizia Borghesi (ITA)     |                        |
| 33                                       | Henrietta Christie (NZL)   |                        |
| 34                                       | Kristen Faulkner (USA)     | AB-5                   |
| 35                                       | Alison Jackson (CAN)       |                        |
| 36                                       | Noemi Rüegg (SUI)          |                        |
| 37                                       | Magdeleine Vallieres (CAN) | 18e                    |
| Ploegleider : Daniel Foder, Carmen Small |                            |                        |

| SD Worx-Protime SDW                     | SD Worx-Protime SDW        | SD Worx-Protime SDW |
| --------------------------------------- | -------------------------- | ------------------- |
| Nummer                                  | Wielrenner                 | Ranglijst           |
| 41                                      | Lotte Kopecky (BEL)        |                     |
| 42                                      | Mischa Bredewold (NED)     |                     |
| 43                                      | Elena Cecchini (ITA)       |                     |
| 44                                      | Femke Gerritse (NED)       |                     |
| 45                                      | Anna van der Breggen (NED) | 11e                 |
| 46                                      | Blanka Vas (HUN)           |                     |
| 47                                      | Lorena Wiebes (NED)        |                     |
| Ploegleider : Danny Stam, Christian Kos |                            |                     |

| Team Visma \| Lease a Bike TVL         | Team Visma \| Lease a Bike TVL | Team Visma \| Lease a Bike TVL |
| -------------------------------------- | ------------------------------ | ------------------------------ |
| Nummer                                 | Wielrenner                     | Ranglijst                      |
| 51                                     | Pauline Ferrand-Prévot (FRA)   | 1e                             |
| 52                                     | Marion Bunel (FRA)             |                                |
| 53                                     | Femke de Vries (NED)           | 20e                            |
| 54                                     | Lieke Nooijen (NED)            |                                |
| 55                                     | Eva van Agt (NED)              |                                |
| 56                                     | Marianne Vos (NED)             |                                |
| 57                                     | Imogen Wolff (GBR)             |                                |
| Ploegleider : Jan Boven, Jos van Emden |                                |                                |

| UAE Team ADQ UAD                          | UAE Team ADQ UAD           | UAE Team ADQ UAD |
| ----------------------------------------- | -------------------------- | ---------------- |
| Nummer                                    | Wielrenner                 | Ranglijst        |
| 61                                        | Elisa Longo Borghini (ITA) | NP-3             |
| 62                                        | Brodie Chapman (AUS)       | NP-9             |
| 63                                        | Eleonora Gasparrini (ITA)  | NP-4             |
| 64                                        | Lara Gillespie (IRL)       |                  |
| 65                                        | Maëva Squiban (FRA)        | 15e              |
| 66                                        | Karlijn Swinkels (NED)     | AB-5             |
| 67                                        | Dominika Włodarczyk (POL)  | 4e               |
| Ploegleider : Cherie Pridham, Davide Gani |                            |                  |

| Movistar Team MOV                       | Movistar Team MOV           | Movistar Team MOV |
| --------------------------------------- | --------------------------- | ----------------- |
| Nummer                                  | Wielrenner                  | Ranglijst         |
| 71                                      | Marlen Reusser (SUI)        | AB-1              |
| 72                                      | Aude Biannic (FRA)          |                   |
| 73                                      | Jelena Erić (SRB)           |                   |
| 74                                      | Liane Lippert (GER)         |                   |
| 75                                      | Ana Vitória Magalhães (BRA) |                   |
| 76                                      | Sara Martín (ESP)           |                   |
| 77                                      | Mareille Meijering (NED)    |                   |
| Ploegleider : Jorge Sanz, Kelvin Dekker |                             |                   |

| Lidl-Trek LTK                                        | Lidl-Trek LTK              | Lidl-Trek LTK |
| ---------------------------------------------------- | -------------------------- | ------------- |
| Nummer                                               | Wielrenner                 | Ranglijst     |
| 81                                                   | Elisa Balsamo (ITA)        | AB-5          |
| 82                                                   | Lucinda Brand (NED)        |               |
| 83                                                   | Niamh Fisher-Black (NZL)   | 5e            |
| 84                                                   | Riejanne Markus (NED)      | 22e           |
| 85                                                   | Emma Norsgaard Bjerg (DEN) |               |
| 86                                                   | Lauretta Hanson (AUS)      |               |
| 87                                                   | Shirin van Anrooij (NED)   |               |
| Ploegleider : Jeroen Blijlevens, Ina-Yoko Teutenberg |                            |               |

| AG Insurance-Soudal Team AGS               | AG Insurance-Soudal Team AGS     | AG Insurance-Soudal Team AGS |
| ------------------------------------------ | -------------------------------- | ---------------------------- |
| Nummer                                     | Wielrenner                       | Ranglijst                    |
| 91                                         | Kimberley Le Court Pienaar (MRI) | 16e                          |
| 92                                         | Shari Bossuyt (BEL)              |                              |
| 93                                         | Justine Ghekiere (BEL)           | 14e                          |
| 94                                         | Sarah Gigante (AUS)              | 6e                           |
| 95                                         | Ilse Pluimers (NED)              |                              |
| 96                                         | Julie Van de Velde (BEL)         |                              |
| 97                                         | Gladys Verhulst (FRA)            | AB-9                         |
| Ploegleider : Stijn Steels, Jolien D'hoore |                                  |                              |

| Team Picnic PostNL TPP                       | Team Picnic PostNL TPP | Team Picnic PostNL TPP |
| -------------------------------------------- | ---------------------- | ---------------------- |
| Nummer                                       | Wielrenner             | Ranglijst              |
| 101                                          | Charlotte Kool (NED)   | NP-2                   |
| 102                                          | Francesca Barale (ITA) |                        |
| 103                                          | Rachele Barbieri (ITA) |                        |
| 104                                          | Pfeiffer Georgi (GBR)  |                        |
| 105                                          | Megan Jastrab (USA)    |                        |
| 106                                          | Franziska Koch (GER)   |                        |
| 107                                          | Nienke Vinke (NED)     | 19e                    |
| Ploegleider : Callum Ferguson, Albert Timmer |                        |                        |

| Arkéa-B&B Hotels Women ARK                      | Arkéa-B&B Hotels Women ARK    | Arkéa-B&B Hotels Women ARK |
| ----------------------------------------------- | ----------------------------- | -------------------------- |
| Nummer                                          | Wielrenner                    | Ranglijst                  |
| 111                                             | Valentina Cavallar (AUT)      | NP-6                       |
| 112                                             | Lotte Claes (BEL)             |                            |
| 113                                             | Emilia Fahlin (SWE)           |                            |
| 114                                             | Clémence Latimier (FRA)       |                            |
| 115                                             | Titia Ryo (FRA)               | 26e                        |
| 116                                             | Maurène Trégouët (FRA)        |                            |
| 117                                             | Marjolein van 't Geloof (NED) | AB-5                       |
| Ploegleider : Grégoire Le Calvé, Gaël Le Bellec |                               |                            |

| Liv AlUla Jayco LIV                    | Liv AlUla Jayco LIV             | Liv AlUla Jayco LIV |
| -------------------------------------- | ------------------------------- | ------------------- |
| Nummer                                 | Wielrenner                      | Ranglijst           |
| 121                                    | Letizia Paternoster (ITA)       |                     |
| 122                                    | Margarita Victoria García (ESP) | 27e                 |
| 123                                    | Jeanne Korevaar (NED)           |                     |
| 124                                    | Ruby Roseman-Gannon (AUS)       |                     |
| 125                                    | Silke Smulders (NED)            |                     |
| 126                                    | Monica Trinca Colonel (ITA)     | AB-5                |
| 127                                    | Ella Wyllie (NZL)               | 12e                 |
| Ploegleider : Shawn Clarke, Gene Bates |                                 |                     |

| Uno-X Mobility UXM                           | Uno-X Mobility UXM              | Uno-X Mobility UXM |
| -------------------------------------------- | ------------------------------- | ------------------ |
| Nummer                                       | Wielrenner                      | Ranglijst          |
| 131                                          | Katrine Aalerud (NOR)           | AB-5               |
| 132                                          | Susanne Andersen (NOR)          | HD-8               |
| 133                                          | Teuntje Beekhuis (NED)          |                    |
| 134                                          | Maria Giulia Confalonieri (ITA) | AB-5               |
| 135                                          | Rebecca Koerner (DEN) (chrono)  | NP-4               |
| 136                                          | Mie Bjørndal Ottestad (NOR)     | NP-6               |
| 137                                          | Linda Zanetti (SUI)             |                    |
| Ploegleider : Anna Badegruber, Martin Vestby |                                 |                    |

| Cofidis COF                                   | Cofidis COF             | Cofidis COF |
| --------------------------------------------- | ----------------------- | ----------- |
| Nummer                                        | Wielrenner              | Ranglijst   |
| 141                                           | Victoire Berteau (FRA)  |             |
| 142                                           | Julie Bego (FRA)        |             |
| 143                                           | Eugenia Bujak (SLO)     | AB-5        |
| 144                                           | Amalie Dideriksen (DEN) |             |
| 145                                           | Clara Koppenburg (GER)  |             |
| 146                                           | Hannah Ludwig (GER)     |             |
| 147                                           | Nadia Quagliotto (ITA)  |             |
| Ploegleider : Mélanie Briot, Magnus Bäckstedt |                         |             |

| Ceratizit Pro Cycling Team CTC           | Ceratizit Pro Cycling Team CTC | Ceratizit Pro Cycling Team CTC |
| ---------------------------------------- | ------------------------------ | ------------------------------ |
| Nummer                                   | Wielrenner                     | Ranglijst                      |
| 151                                      | Sarah Van Dam (CAN)            |                                |
| 152                                      | Franziska Brauße (GER)         |                                |
| 153                                      | Kristýna Burlová (CZE)         | AB-6                           |
| 154                                      | Elena Hartmann (SUI)           |                                |
| 155                                      | Daniek Hengeveld (NED)         |                                |
| 156                                      | Célia Le Mouël (FRA)           |                                |
| 157                                      | Dilyxine Miermont (FRA)        | NP-8                           |
| Ploegleider : Claude Sun, Dirk Baldinger |                                |                                |

| Human Powered Health HPH                        | Human Powered Health HPH | Human Powered Health HPH |
| ----------------------------------------------- | ------------------------ | ------------------------ |
| Nummer                                          | Wielrenner               | Ranglijst                |
| 161                                             | Barbara Malcotti (ITA)   | 13e                      |
| 162                                             | Thalita de Jong (NED)    |                          |
| 163                                             | Ruth Edwards (USA)       |                          |
| 164                                             | Romy Kasper (GER)        |                          |
| 165                                             | Mona Mitterwallner (AUT) |                          |
| 166                                             | Marit Raaijmakers (NED)  |                          |
| 167                                             | Lily Williams (USA)      | 70e                      |
| Ploegleider : Clark Sheehan, Enrico Campolunghi |                          |                          |

| St Michel-Preference Home-Auber 93 AUB   | St Michel-Preference Home-Auber 93 AUB | St Michel-Preference Home-Auber 93 AUB |
| ---------------------------------------- | -------------------------------------- | -------------------------------------- |
| Nummer                                   | Wielrenner                             | Ranglijst                              |
| 171                                      | Alicia González (ESP)                  | 117e                                   |
| 172                                      | Alison Avoine (FRA)                    | 123e                                   |
| 173                                      | Lucie Fityus (AUS)                     | HD-2                                   |
| 174                                      | Émilie Morier (FRA)                    | 25e                                    |
| 175                                      | Elyne Roussel (FRA)                    | AB-7                                   |
| 176                                      | Ségolène Thomas (FRA)                  | HD-2                                   |
| 177                                      | Emily Watts (AUS)                      | 114e                                   |
| Ploegleider : Stephan Gaudry, Tony Hurel |                                        |                                        |

| Laboral Kutxa-Fundación Euskadi LKF        | Laboral Kutxa-Fundación Euskadi LKF | Laboral Kutxa-Fundación Euskadi LKF |
| ------------------------------------------ | ----------------------------------- | ----------------------------------- |
| Nummer                                     | Wielrenner                          | Ranglijst                           |
| 181                                        | Ane Santesteban (ESP)               | 35e                                 |
| 182                                        | Alice Maria Arzuffi (ITA)           | 63e                                 |
| 183                                        | Idoia Eraso (ESP)                   | 106e                                |
| 184                                        | Usoa Ostolaza (ESP)                 | 40e                                 |
| 185                                        | Catalina Soto (CHI)                 | 119e                                |
| 186                                        | Alba Teruel (ESP)                   | AB-9                                |
| 187                                        | Laura Tomasi (ITA)                  | 99e                                 |
| Ploegleider : Ion Lazkano, Peio Goikoetxea |                                     |                                     |

| Winspace Orange Seal WOS                               | Winspace Orange Seal WOS      | Winspace Orange Seal WOS |
| ------------------------------------------------------ | ----------------------------- | ------------------------ |
| Nummer                                                 | Wielrenner                    | Ranglijst                |
| 191                                                    | Karolina Perekitko (POL)      | 55e                      |
| 192                                                    | Marine Allione (FRA)          | 102e                     |
| 193                                                    | Nadia Gontova (CAN)           | 23e                      |
| 194                                                    | Kiara Lylyk (CAN)             | 116e                     |
| 195                                                    | Fiona Mangan (IRL)            | 118e                     |
| 196                                                    | Marie-Morgane Le Deunff (FRA) | HD-2                     |
| 197                                                    | Constance Valentin (FRA)      | 91e                      |
| Ploegleider : Jean Christophe Barbotin, Franck Renimel |                               |                          |

| VolkerWessels VWT                                | VolkerWessels VWT           | VolkerWessels VWT |
| ------------------------------------------------ | --------------------------- | ----------------- |
| Nummer                                           | Wielrenner                  | Ranglijst         |
| 201                                              | Eline Jansen (NED)          | 44e               |
| 202                                              | Valerie Demey (BEL)         | 94e               |
| 203                                              | Anneke Dijkstra (NED)       | 103e              |
| 204                                              | Laura Molenaar (NED)        | 85e               |
| 205                                              | Maud Rijnbeek (NED)         | 67e               |
| 206                                              | Lonneke Uneken (NED)        | 115e              |
| 207                                              | Margot Vanpachtenbeke (BEL) | 29e               |
| Ploegleider : Larissa Havik, Marieke van Wanroij |                             |                   |

| Roland Le Dévoluy CGS                      | Roland Le Dévoluy CGS | Roland Le Dévoluy CGS |
| ------------------------------------------ | --------------------- | --------------------- |
| Nummer                                     | Wielrenner            | Ranglijst             |
| 211                                        | Morgane Coston (FRA)  | 46e                   |
| 212                                        | Tamara Dronova        | 96e                   |
| 213                                        | Mia Griffin (IRL)     | 97e                   |
| 214                                        | Elena Pirrone (ITA)   | HD-2                  |
| 215                                        | Kaja Rysz (POL)       | 101e                  |
| 216                                        | Petra Stiasny (SUI)   | 53e                   |
| 217                                        | Sylvie Swinkels (NED) | AB-2                  |
| Ploegleider : Sergej Klimov, Cédric Bugnon |                       |                       |

| Canyon//SRAM zondacrypto CSZ            | Canyon//SRAM zondacrypto CSZ     | Canyon//SRAM zondacrypto CSZ |
| --------------------------------------- | -------------------------------- | ---------------------------- |
| Nummer                                  | Wielrenner                       | Ranglijst                    |
| 1                                       | Katarzyna Niewiadoma (POL) (weg) | 3e                           |
| 2                                       | Ricarda Bauernfeind (GER)        |                              |
| 3                                       | Neve Bradbury (AUS)              |                              |
| 4                                       | Chloé Dygert (USA)               | NP-9                         |
| 5                                       | Cecilie Uttrup Ludwig (DEN)      | 21e                          |
| 6                                       | Soraya Paladin (ITA)             | AB-7                         |
| 7                                       | Agnieszka Skalniak (POL)         | NP-5                         |
| Ploegleider : Adam Szabó, Davide Arzeni |                                  |                              |

| FDJ-Suez TFS                                | FDJ-Suez TFS          | FDJ-Suez TFS |
| ------------------------------------------- | --------------------- | ------------ |
| Nummer                                      | Wielrenner            | Ranglijst    |
| 11                                          | Demi Vollering (NED)  | 2e           |
| 12                                          | Elise Chabbey (SUI)   | 28e          |
| 13                                          | Amber Kraak (NED)     |              |
| 14                                          | Juliette Labous (FRA) | 7e           |
| 15                                          | Marie Le Net (FRA)    |              |
| 16                                          | Évita Muzic (FRA)     | 10e          |
| 17                                          | Ally Wollaston (NZL)  |              |
| Ploegleider : Flavien Soenen, Nicolas Maire |                       |              |

| Fenix-Deceuninck FDC                            | Fenix-Deceuninck FDC          | Fenix-Deceuninck FDC |
| ----------------------------------------------- | ----------------------------- | -------------------- |
| Nummer                                          | Wielrenner                    | Ranglijst            |
| 21                                              | Pauliena Rooijakkers (NED)    | 9e                   |
| 22                                              | Millie Couzens (GBR)          |                      |
| 23                                              | Yara Kastelijn (NED)          | 17e                  |
| 24                                              | Flora Perkins (GBR)           |                      |
| 25                                              | Puck Pieterse (NED)           | 24e                  |
| 26                                              | Christina Schweinberger (AUT) |                      |
| 27                                              | Marthe Truyen (BEL)           |                      |
| Ploegleider : Rik Van Slycke, Michel Cornelisse |                               |                      |

| EF Education-Oatly EFC                   | EF Education-Oatly EFC     | EF Education-Oatly EFC |
| ---------------------------------------- | -------------------------- | ---------------------- |
| Nummer                                   | Wielrenner                 | Ranglijst              |
| 31                                       | Cédrine Kerbaol (FRA)      | 8e                     |
| 32                                       | Letizia Borghesi (ITA)     |                        |
| 33                                       | Henrietta Christie (NZL)   |                        |
| 34                                       | Kristen Faulkner (USA)     | AB-5                   |
| 35                                       | Alison Jackson (CAN)       |                        |
| 36                                       | Noemi Rüegg (SUI)          |                        |
| 37                                       | Magdeleine Vallieres (CAN) | 18e                    |
| Ploegleider : Daniel Foder, Carmen Small |                            |                        |

| SD Worx-Protime SDW                     | SD Worx-Protime SDW        | SD Worx-Protime SDW |
| --------------------------------------- | -------------------------- | ------------------- |
| Nummer                                  | Wielrenner                 | Ranglijst           |
| 41                                      | Lotte Kopecky (BEL)        |                     |
| 42                                      | Mischa Bredewold (NED)     |                     |
| 43                                      | Elena Cecchini (ITA)       |                     |
| 44                                      | Femke Gerritse (NED)       |                     |
| 45                                      | Anna van der Breggen (NED) | 11e                 |
| 46                                      | Blanka Vas (HUN)           |                     |
| 47                                      | Lorena Wiebes (NED)        |                     |
| Ploegleider : Danny Stam, Christian Kos |                            |                     |

| Team Visma \| Lease a Bike TVL         | Team Visma \| Lease a Bike TVL | Team Visma \| Lease a Bike TVL |
| -------------------------------------- | ------------------------------ | ------------------------------ |
| Nummer                                 | Wielrenner                     | Ranglijst                      |
| 51                                     | Pauline Ferrand-Prévot (FRA)   | 1e                             |
| 52                                     | Marion Bunel (FRA)             |                                |
| 53                                     | Femke de Vries (NED)           | 20e                            |
| 54                                     | Lieke Nooijen (NED)            |                                |
| 55                                     | Eva van Agt (NED)              |                                |
| 56                                     | Marianne Vos (NED)             |                                |
| 57                                     | Imogen Wolff (GBR)             |                                |
| Ploegleider : Jan Boven, Jos van Emden |                                |                                |

| UAE Team ADQ UAD                          | UAE Team ADQ UAD           | UAE Team ADQ UAD |
| ----------------------------------------- | -------------------------- | ---------------- |
| Nummer                                    | Wielrenner                 | Ranglijst        |
| 61                                        | Elisa Longo Borghini (ITA) | NP-3             |
| 62                                        | Brodie Chapman (AUS)       | NP-9             |
| 63                                        | Eleonora Gasparrini (ITA)  | NP-4             |
| 64                                        | Lara Gillespie (IRL)       |                  |
| 65                                        | Maëva Squiban (FRA)        | 15e              |
| 66                                        | Karlijn Swinkels (NED)     | AB-5             |
| 67                                        | Dominika Włodarczyk (POL)  | 4e               |
| Ploegleider : Cherie Pridham, Davide Gani |                            |                  |

| Movistar Team MOV                       | Movistar Team MOV           | Movistar Team MOV |
| --------------------------------------- | --------------------------- | ----------------- |
| Nummer                                  | Wielrenner                  | Ranglijst         |
| 71                                      | Marlen Reusser (SUI)        | AB-1              |
| 72                                      | Aude Biannic (FRA)          |                   |
| 73                                      | Jelena Erić (SRB)           |                   |
| 74                                      | Liane Lippert (GER)         |                   |
| 75                                      | Ana Vitória Magalhães (BRA) |                   |
| 76                                      | Sara Martín (ESP)           |                   |
| 77                                      | Mareille Meijering (NED)    |                   |
| Ploegleider : Jorge Sanz, Kelvin Dekker |                             |                   |

| Lidl-Trek LTK                                        | Lidl-Trek LTK              | Lidl-Trek LTK |
| ---------------------------------------------------- | -------------------------- | ------------- |
| Nummer                                               | Wielrenner                 | Ranglijst     |
| 81                                                   | Elisa Balsamo (ITA)        | AB-5          |
| 82                                                   | Lucinda Brand (NED)        |               |
| 83                                                   | Niamh Fisher-Black (NZL)   | 5e            |
| 84                                                   | Riejanne Markus (NED)      | 22e           |
| 85                                                   | Emma Norsgaard Bjerg (DEN) |               |
| 86                                                   | Lauretta Hanson (AUS)      |               |
| 87                                                   | Shirin van Anrooij (NED)   |               |
| Ploegleider : Jeroen Blijlevens, Ina-Yoko Teutenberg |                            |               |

| AG Insurance-Soudal Team AGS               | AG Insurance-Soudal Team AGS     | AG Insurance-Soudal Team AGS |
| ------------------------------------------ | -------------------------------- | ---------------------------- |
| Nummer                                     | Wielrenner                       | Ranglijst                    |
| 91                                         | Kimberley Le Court Pienaar (MRI) | 16e                          |
| 92                                         | Shari Bossuyt (BEL)              |                              |
| 93                                         | Justine Ghekiere (BEL)           | 14e                          |
| 94                                         | Sarah Gigante (AUS)              | 6e                           |
| 95                                         | Ilse Pluimers (NED)              |                              |
| 96                                         | Julie Van de Velde (BEL)         |                              |
| 97                                         | Gladys Verhulst (FRA)            | AB-9                         |
| Ploegleider : Stijn Steels, Jolien D'hoore |                                  |                              |

| Team Picnic PostNL TPP                       | Team Picnic PostNL TPP | Team Picnic PostNL TPP |
| -------------------------------------------- | ---------------------- | ---------------------- |
| Nummer                                       | Wielrenner             | Ranglijst              |
| 101                                          | Charlotte Kool (NED)   | NP-2                   |
| 102                                          | Francesca Barale (ITA) |                        |
| 103                                          | Rachele Barbieri (ITA) |                        |
| 104                                          | Pfeiffer Georgi (GBR)  |                        |
| 105                                          | Megan Jastrab (USA)    |                        |
| 106                                          | Franziska Koch (GER)   |                        |
| 107                                          | Nienke Vinke (NED)     | 19e                    |
| Ploegleider : Callum Ferguson, Albert Timmer |                        |                        |

| Arkéa-B&B Hotels Women ARK                      | Arkéa-B&B Hotels Women ARK    | Arkéa-B&B Hotels Women ARK |
| ----------------------------------------------- | ----------------------------- | -------------------------- |
| Nummer                                          | Wielrenner                    | Ranglijst                  |
| 111                                             | Valentina Cavallar (AUT)      | NP-6                       |
| 112                                             | Lotte Claes (BEL)             |                            |
| 113                                             | Emilia Fahlin (SWE)           |                            |
| 114                                             | Clémence Latimier (FRA)       |                            |
| 115                                             | Titia Ryo (FRA)               | 26e                        |
| 116                                             | Maurène Trégouët (FRA)        |                            |
| 117                                             | Marjolein van 't Geloof (NED) | AB-5                       |
| Ploegleider : Grégoire Le Calvé, Gaël Le Bellec |                               |                            |

| Liv AlUla Jayco LIV                    | Liv AlUla Jayco LIV             | Liv AlUla Jayco LIV |
| -------------------------------------- | ------------------------------- | ------------------- |
| Nummer                                 | Wielrenner                      | Ranglijst           |
| 121                                    | Letizia Paternoster (ITA)       |                     |
| 122                                    | Margarita Victoria García (ESP) | 27e                 |
| 123                                    | Jeanne Korevaar (NED)           |                     |
| 124                                    | Ruby Roseman-Gannon (AUS)       |                     |
| 125                                    | Silke Smulders (NED)            |                     |
| 126                                    | Monica Trinca Colonel (ITA)     | AB-5                |
| 127                                    | Ella Wyllie (NZL)               | 12e                 |
| Ploegleider : Shawn Clarke, Gene Bates |                                 |                     |

| Uno-X Mobility UXM                           | Uno-X Mobility UXM              | Uno-X Mobility UXM |
| -------------------------------------------- | ------------------------------- | ------------------ |
| Nummer                                       | Wielrenner                      | Ranglijst          |
| 131                                          | Katrine Aalerud (NOR)           | AB-5               |
| 132                                          | Susanne Andersen (NOR)          | HD-8               |
| 133                                          | Teuntje Beekhuis (NED)          |                    |
| 134                                          | Maria Giulia Confalonieri (ITA) | AB-5               |
| 135                                          | Rebecca Koerner (DEN) (chrono)  | NP-4               |
| 136                                          | Mie Bjørndal Ottestad (NOR)     | NP-6               |
| 137                                          | Linda Zanetti (SUI)             |                    |
| Ploegleider : Anna Badegruber, Martin Vestby |                                 |                    |

| Cofidis COF                                   | Cofidis COF             | Cofidis COF |
| --------------------------------------------- | ----------------------- | ----------- |
| Nummer                                        | Wielrenner              | Ranglijst   |
| 141                                           | Victoire Berteau (FRA)  |             |
| 142                                           | Julie Bego (FRA)        |             |
| 143                                           | Eugenia Bujak (SLO)     | AB-5        |
| 144                                           | Amalie Dideriksen (DEN) |             |
| 145                                           | Clara Koppenburg (GER)  |             |
| 146                                           | Hannah Ludwig (GER)     |             |
| 147                                           | Nadia Quagliotto (ITA)  |             |
| Ploegleider : Mélanie Briot, Magnus Bäckstedt |                         |             |

| Ceratizit Pro Cycling Team CTC           | Ceratizit Pro Cycling Team CTC | Ceratizit Pro Cycling Team CTC |
| ---------------------------------------- | ------------------------------ | ------------------------------ |
| Nummer                                   | Wielrenner                     | Ranglijst                      |
| 151                                      | Sarah Van Dam (CAN)            |                                |
| 152                                      | Franziska Brauße (GER)         |                                |
| 153                                      | Kristýna Burlová (CZE)         | AB-6                           |
| 154                                      | Elena Hartmann (SUI)           |                                |
| 155                                      | Daniek Hengeveld (NED)         |                                |
| 156                                      | Célia Le Mouël (FRA)           |                                |
| 157                                      | Dilyxine Miermont (FRA)        | NP-8                           |
| Ploegleider : Claude Sun, Dirk Baldinger |                                |                                |

| Human Powered Health HPH                        | Human Powered Health HPH | Human Powered Health HPH |
| ----------------------------------------------- | ------------------------ | ------------------------ |
| Nummer                                          | Wielrenner               | Ranglijst                |
| 161                                             | Barbara Malcotti (ITA)   | 13e                      |
| 162                                             | Thalita de Jong (NED)    |                          |
| 163                                             | Ruth Edwards (USA)       |                          |
| 164                                             | Romy Kasper (GER)        |                          |
| 165                                             | Mona Mitterwallner (AUT) |                          |
| 166                                             | Marit Raaijmakers (NED)  |                          |
| 167                                             | Lily Williams (USA)      | 70e                      |
| Ploegleider : Clark Sheehan, Enrico Campolunghi |                          |                          |

| St Michel-Preference Home-Auber 93 AUB   | St Michel-Preference Home-Auber 93 AUB | St Michel-Preference Home-Auber 93 AUB |
| ---------------------------------------- | -------------------------------------- | -------------------------------------- |
| Nummer                                   | Wielrenner                             | Ranglijst                              |
| 171                                      | Alicia González (ESP)                  | 117e                                   |
| 172                                      | Alison Avoine (FRA)                    | 123e                                   |
| 173                                      | Lucie Fityus (AUS)                     | HD-2                                   |
| 174                                      | Émilie Morier (FRA)                    | 25e                                    |
| 175                                      | Elyne Roussel (FRA)                    | AB-7                                   |
| 176                                      | Ségolène Thomas (FRA)                  | HD-2                                   |
| 177                                      | Emily Watts (AUS)                      | 114e                                   |
| Ploegleider : Stephan Gaudry, Tony Hurel |                                        |                                        |

| Laboral Kutxa-Fundación Euskadi LKF        | Laboral Kutxa-Fundación Euskadi LKF | Laboral Kutxa-Fundación Euskadi LKF |
| ------------------------------------------ | ----------------------------------- | ----------------------------------- |
| Nummer                                     | Wielrenner                          | Ranglijst                           |
| 181                                        | Ane Santesteban (ESP)               | 35e                                 |
| 182                                        | Alice Maria Arzuffi (ITA)           | 63e                                 |
| 183                                        | Idoia Eraso (ESP)                   | 106e                                |
| 184                                        | Usoa Ostolaza (ESP)                 | 40e                                 |
| 185                                        | Catalina Soto (CHI)                 | 119e                                |
| 186                                        | Alba Teruel (ESP)                   | AB-9                                |
| 187                                        | Laura Tomasi (ITA)                  | 99e                                 |
| Ploegleider : Ion Lazkano, Peio Goikoetxea |                                     |                                     |

| Winspace Orange Seal WOS                               | Winspace Orange Seal WOS      | Winspace Orange Seal WOS |
| ------------------------------------------------------ | ----------------------------- | ------------------------ |
| Nummer                                                 | Wielrenner                    | Ranglijst                |
| 191                                                    | Karolina Perekitko (POL)      | 55e                      |
| 192                                                    | Marine Allione (FRA)          | 102e                     |
| 193                                                    | Nadia Gontova (CAN)           | 23e                      |
| 194                                                    | Kiara Lylyk (CAN)             | 116e                     |
| 195                                                    | Fiona Mangan (IRL)            | 118e                     |
| 196                                                    | Marie-Morgane Le Deunff (FRA) | HD-2                     |
| 197                                                    | Constance Valentin (FRA)      | 91e                      |
| Ploegleider : Jean Christophe Barbotin, Franck Renimel |                               |                          |

| VolkerWessels VWT                                | VolkerWessels VWT           | VolkerWessels VWT |
| ------------------------------------------------ | --------------------------- | ----------------- |
| Nummer                                           | Wielrenner                  | Ranglijst         |
| 201                                              | Eline Jansen (NED)          | 44e               |
| 202                                              | Valerie Demey (BEL)         | 94e               |
| 203                                              | Anneke Dijkstra (NED)       | 103e              |
| 204                                              | Laura Molenaar (NED)        | 85e               |
| 205                                              | Maud Rijnbeek (NED)         | 67e               |
| 206                                              | Lonneke Uneken (NED)        | 115e              |
| 207                                              | Margot Vanpachtenbeke (BEL) | 29e               |
| Ploegleider : Larissa Havik, Marieke van Wanroij |                             |                   |

| Roland Le Dévoluy CGS                      | Roland Le Dévoluy CGS | Roland Le Dévoluy CGS |
| ------------------------------------------ | --------------------- | --------------------- |
| Nummer                                     | Wielrenner            | Ranglijst             |
| 211                                        | Morgane Coston (FRA)  | 46e                   |
| 212                                        | Tamara Dronova        | 96e                   |
| 213                                        | Mia Griffin (IRL)     | 97e                   |
| 214                                        | Elena Pirrone (ITA)   | HD-2                  |
| 215                                        | Kaja Rysz (POL)       | 101e                  |
| 216                                        | Petra Stiasny (SUI)   | 53e                   |
| 217                                        | Sylvie Swinkels (NED) | AB-2                  |
| Ploegleider : Sergej Klimov, Cédric Bugnon |                       |                       |

## Etappe-overzicht
| Datum      | Etappe  | Start – Finish                                                | Afstand (in km) | Type       | Winnares                   | Ploeg                 | Klassementsleider          |
| ---------- | ------- | ------------------------------------------------------------- | --------------- | ---------- | -------------------------- | --------------------- | -------------------------- |
| 26 juli    | 1       | Vannes – Plumelec                                             | 78,8            | Heuvelrit  | Marianne Vos               | Visma \| Lease a Bike | Marianne Vos               |
| 27 juli    | 2       | Brest – Quimper                                               | 110,4           | Vlakke rit | Mavi García                | Liv AlUla Jayco       | Kimberley Le Court Pienaar |
| 28 juli    | 3       | La Gacilly – Angers                                           | 163,5           | Vlakke rit | Lorena Wiebes              | SD Worx-Protime       | Marianne Vos               |
| 29 juli    | 4       | Saumur – Poitiers                                             | 130,7           | Vlakke rit | Lorena Wiebes              | SD Worx-Protime       | Marianne Vos               |
| 30 juli    | 5       | Chasseneuil-du-Poitou – Jaunay-Marigny - Futuroscope - Guéret | 165,8           | Bergrit    | Kimberley Le Court Pienaar | AG Insurance-Soudal   | Kimberley Le Court Pienaar |
| 31 juli    | 6       | Clermont-Ferrand – Ambert                                     | 123,7           | Bergrit    | Maeva Squiban              | UAE Team ADQ          | Kimberley Le Court Pienaar |
| 1 augustus | 7       | Bourg-en-Bresse – Chambéry                                    | 159,7           | Heuvelrit  | Maeva Squiban              | UAE Team ADQ          | Kimberley Le Court Pienaar |
| 2 augustus | 8       | Chambéry – Saint François Longchamp (Col de la Madeleine)     | 111,9           | Bergrit    | Pauline Ferrand-Prévot     | Visma \| Lease a Bike | Pauline Ferrand-Prévot     |
| 3 augustus | 9       | Praz-sur-Arly – Châtel (Portes du Soleil)                     | 124,1           | Bergrit    | Pauline Ferrand-Prévot     | Visma \| Lease a Bike | Pauline Ferrand-Prévot     |
| Totaal:    | Totaal: | Totaal:                                                       | 1168,6 km       | 1168,6 km  | 1168,6 km                  | 1168,6 km             | 1168,6 km                  |

## Klassementsleiders na elke etappe
| Etappe #       | Algemeen klassement        | Puntenklassement | Bergklassement | Jongerenklassement | Ploegenklassement | Strijdlust           |
| -------------- | -------------------------- | ---------------- | -------------- | ------------------ | ----------------- | -------------------- |
| 1              | Marianne Vos               | Marianne Vos     | Elise Chabbey  | Julie Bego         | FDJ-SUEZ          | Franziska Koch       |
| 2              | Kimberley Le Court Pienaar | Marianne Vos     | Elise Chabbey  | Julie Bego         | FDJ-SUEZ          | Maeva Squiban        |
| 3              | Marianne Vos               | Lorena Wiebes    | Elise Chabbey  | Julie Bego         | FDJ-SUEZ          | Clémence Latimier    |
| 4              | Marianne Vos               | Lorena Wiebes    | Elise Chabbey  | Julie Bego         | FDJ-SUEZ          | Franziska Koch       |
| 5              | Kimberley Le Court Pienaar | Lorena Wiebes    | Elise Chabbey  | Julie Bego         | FDJ-SUEZ          | Brodie Chapman       |
| 6              | Kimberley Le Court Pienaar | Lorena Wiebes    | Elise Chabbey  | Julie Bego         | FDJ-SUEZ          | Maeva Squiban        |
| 7              | Kimberley Le Court Pienaar | Lorena Wiebes    | Elise Chabbey  | Nienke Vinke       | FDJ-SUEZ          | Maeva Squiban        |
| 8              | Pauline Ferrand-Prévot     | Lorena Wiebes    | Elise Chabbey  | Nienke Vinke       | FDJ-SUEZ          | Niamh Fisher-Black   |
| 9              | Pauline Ferrand-Prévot     | Lorena Wiebes    | Elise Chabbey  | Nienke Vinke       | FDJ-SUEZ          | Anna van der Breggen |
| Eindklassement | Pauline Ferrand-Prévot     | Lorena Wiebes    | Elise Chabbey  | Nienke Vinke       | FDJ-SUEZ          | Maeva Squiban        |